# Charlie Logg
Charles „Charlie” Paul Logg Jr. (ur. 24 lutego 1931 w Princeton) – amerykański wioślarz, złoty medalista olimpijski.
Wystąpił na igrzyskach olimpijskich w Helsinkach w 1952 roku, gdzie wspólnie z Tomem Price'em zdobył złoty medal w dwójkach bez sternika. W finale o 2,8 sekundy pokonali osadę Belgii, a o 12,0 sekund wyprzedzili osadę Szwajcarii. Był to jego jedyny start olimpijski.
W 1955 w tej konkurencji zdobył srebro na igrzyskach panamerykańskich w Meksyku w 1955.
Po zakończeniu wojny służył w United States Army. Przygotowywał się do startu na igrzyskach olimpijskich w Melbourne, jednak nie uzyskał kwalifikacji.